# Phaonia planipalpis
Phaonia planipalpis este o specie de muște din genul Phaonia, familia Muscidae. A fost descrisă pentru prima dată de Stein în anul 1906. Conform Catalogue of Life specia Phaonia planipalpis nu are subspecii cunoscute.